# Ruta 150 (Chile)

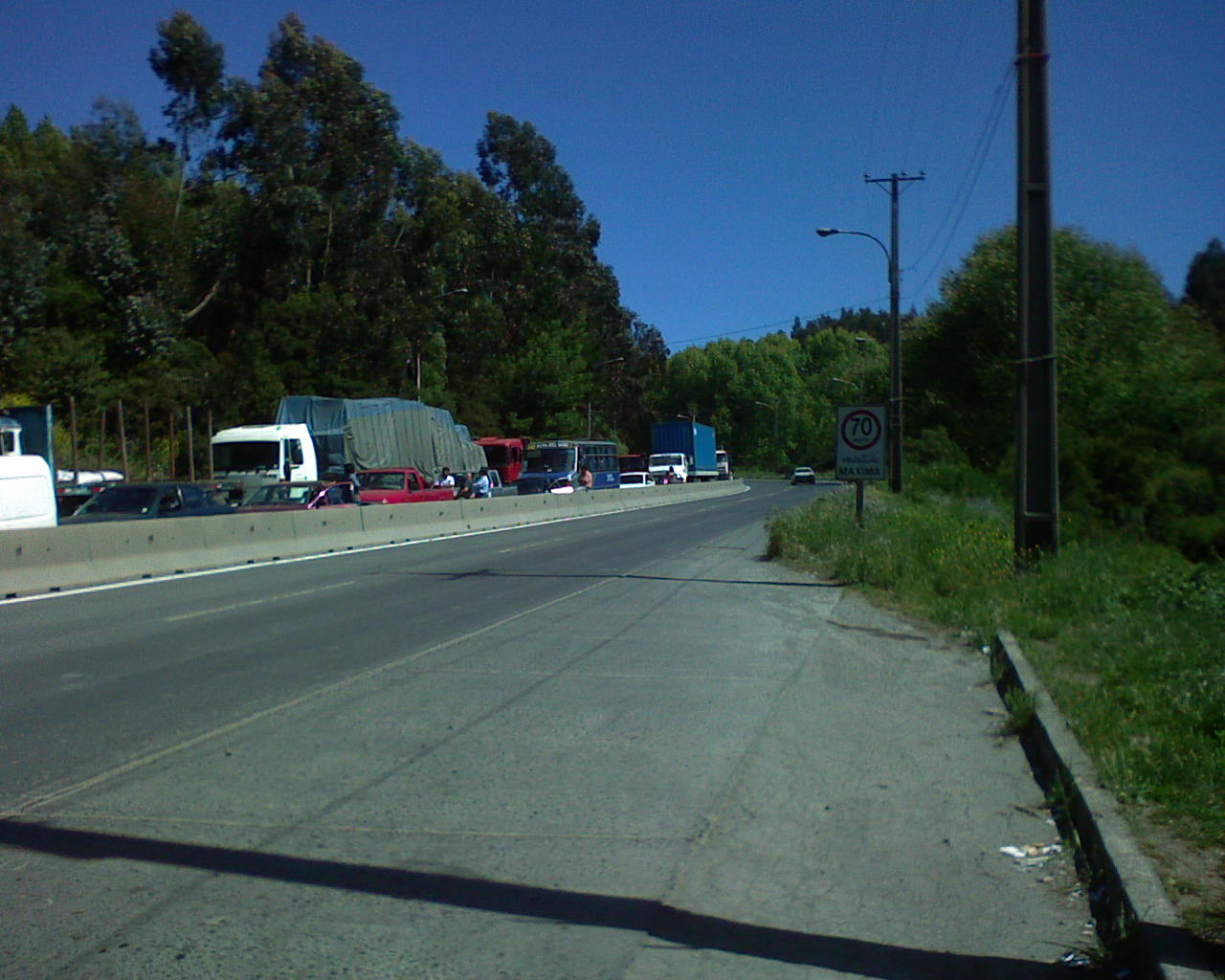
Ruta 150 desde Penco a Concepción.

La Ruta 150 es una carretera chilena que se ubica en la Región del Biobío, en la zona centro-sur de Chile. La ruta se inicia en Concepción y finaliza en Tomé. Esta ruta corresponde a la Autovía Concepción-Tomé y en su trazado comprende el proyecto turístico Ruta Costera.
El 19 de febrero de 2009, el Ministerio de Obras Públicas declaró esta ruta como camino nacional entre Concepción y Tomé, asignándole el rol 150.